# سيزار بيكسوتو
سيزار بيكسوتو (بالبرتغالية: César Peixoto‏) هو لاعب كرة قدم برتغالي في مركز الدفاع، ولد في 12 مايو 1980 في غيمارايش في البرتغال. شارك مع منتخب البرتغال تحت 21 سنة لكرة القدم ومنتخب البرتغال لكرة القدم. أما مع النوادي، فقد لعب مع إسبانيول وسبورتينغ براغا وفيتوريا دي غيماريش ونادي بنفيكا ونادي بورتو ونادي بيلينينسش ونادي جل فيسنتي.

## وصلات خارجية
- سيزار بيكسوتو على موقع الاتحاد الأوربي (الإنجليزية)
- سيزار بيكسوتو على موقع قاعدة بيانات كرة القدم.إي يو (الإنجليزية)
- سيزار بيكسوتو على موقع ناشيونال فوتبول تيمز (الإنجليزية)
- سيزار بيكسوتو على موقع Soccerway.com (الإنجليزية)
- سيزار بيكسوتو على موقع عالم كرة القدم.نت (الإنجليزية)